# 娜塔帕·彭普拉潘
娜塔帕·彭普拉潘（羅馬化：Natthapat Pongpraphan，1993年8月30日—），小名May，為泰國模特兒及2020年泰國小姐得主。現為泰國第8電視台旗下女演員及模特。

## 早期生活
May於1993年8月30日出生於泰國。畢業於瑪希敦大學理學院。

## 演藝經歷
May自2017年起，即開始參與各大選美活動。首先於2017年的佛統府小姐大賽獲得冠軍。
2020年，於第21屆泰國環球小姐競賽中躋身Top 10；同年10月10日，獲得第52屆泰國小姐大賽后冠，獎項內容為100萬泰銖現金、鑽石金剛卡塔王冠及冠軍腰帶，更獲得泰國商會大學獎學金學士至博士學位，總價值250萬泰銖，並在之後履行泰國文化大使及旅遊大使職責。

## 作品列表

### 電視劇
| 首播年分 | 戲名               | 戲名   | 播放平台 | 角色    | 備註 |
| 首播年分 | 譯名               | 原文名 | 播放平台 | 角色    | 備註 |
| 2023年   | 《冒險與槍林彈雨》 |        | ThaiCh8  | Shiori  | 主角 |
| 2024年   | 《教父》           |        | ThaiCh8  | Khwanta | 主角 |

## 獎項
| 年份   | 組織               | 獎項                               | 獲獎作品 | 來源 |
| 2017年 | 佛統府小姐大賽     | 冠軍                               | 不適用   |      |
| 2020年 | 第21屆泰國環球小姐 | Top 10                             | 不適用   |      |
| 2020年 | 第52屆泰國小姐     | 后冠                               | 不適用   |      |
| 2020年 | 第52屆泰國小姐     | 清邁最受歡迎獎                     | 不適用   |      |
| 2020年 | 第52屆泰國小姐     | 2020年流行小姐 BY Central Pattana  | 不適用   |      |
| 2020年 | 第52屆泰國小姐     | Miss NATURAL FACIAL SKIN BY KAELYN | 不適用   |      |

## 外部連結
- 娜塔帕·彭普拉潘的Instagram帳戶（泰文）
- 娜塔帕·彭普拉潘的Facebook專頁（泰文）
- YouTube上的娜塔帕·彭普拉潘頻道（泰文）